# Spartans de Norfolk State
Les Spartans de Norfolk State (en anglais : Norfolk State Spartans) sont le club omnisports universitaire de l’université d'État de Norfolk dans l'État de Virginie.